# Santo Domingo (Buenos Aires)
Santo Domingo es una localidad argentina de la provincia de Buenos Aires, Argentina, perteneciente al partido de Maipú. En ella se ubica la estación Santo Domingo, por donde pasa el tren de pasajeros General Guido-Divisadero de Pinamar, a cargo de Trenes Argentinos.
Esta localidad cuenta con un jardín de infantes, escuela primaria y secundaria, así como también una sala de primeros auxilios.

## Ubicación
Se encuentra sobre la ruta provincial 62, a 22 km al sudeste de la ciudad de General Guido, accediéndose desde la Autovía 2.

## Población
Cuenta con 95 habitantes (Indec, 2010), lo que representa un descenso del 30% frente a los 137 habitantes (Indec, 2001) del censo anterior.
| Gráfica de evolución demográfica de Santo Domingo entre 1991 y 2010 |
|                                                                     |
| Fuente: Censos nacionales del INDEC                                 |